# Đảo Bành Giai

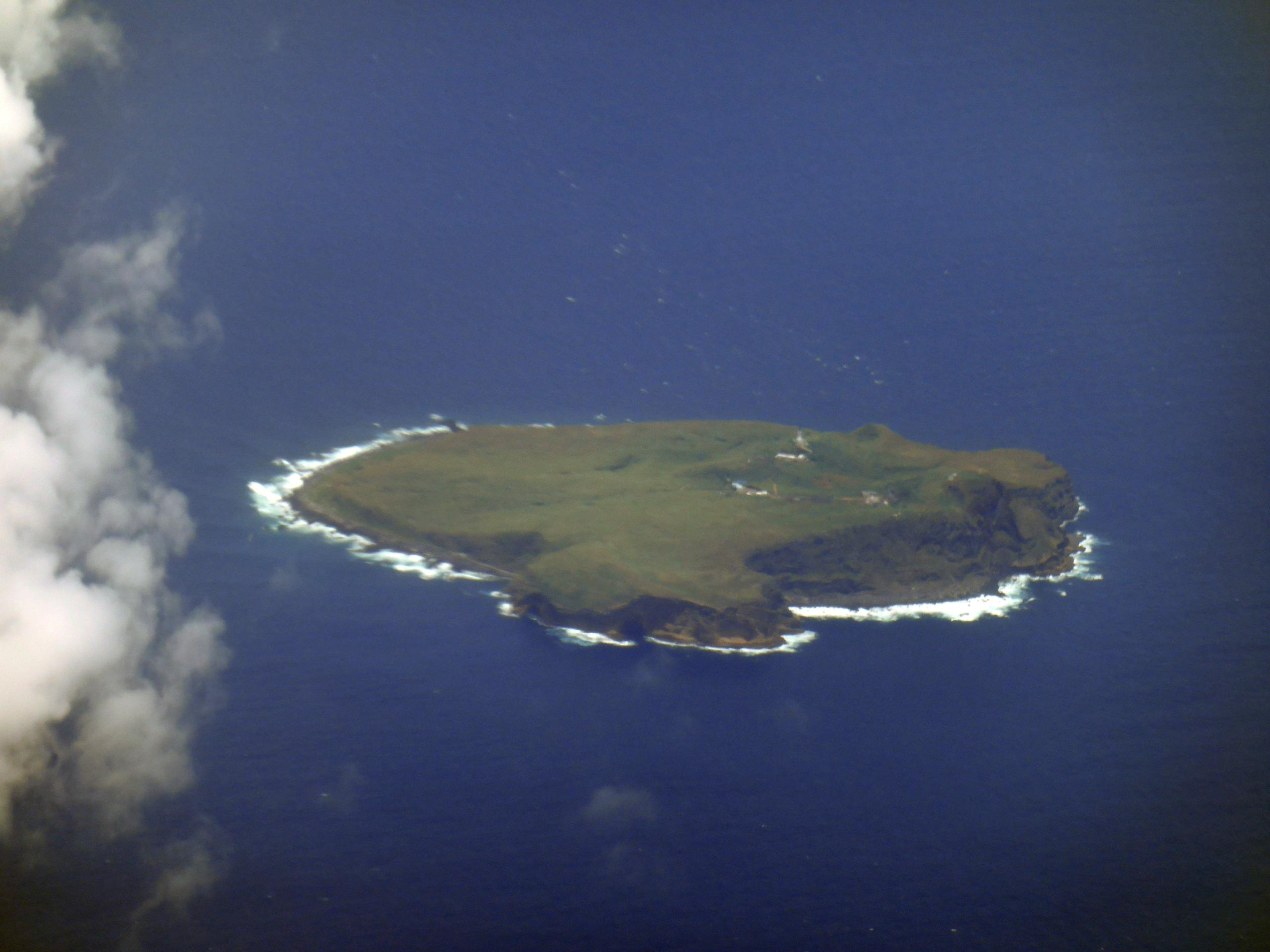
Đảo Bành Giai

Đảo Bành Giai (giản thể: 彭佳屿; phồn thể: 彭佳嶼; bính âm: Péngjiā Yǔ, Hán Việt: Bành Giai tự); cũng gọi là Agincourt, đảo Đại Trì Sơn (大峙山嶼), đảo Thảo Lai (草萊嶼), là một đảo nhỏ nằm ở phía bắc đảo chính Đài Loan. Đảo là điểm cực bắc của tỉnh Đài Loan và hiện đang nằm dưới quyền kiểm soát của quân đội nên không thể viếng thăm. Năm 2002, có khoảng 40 người sinh sống trên đảo. Đảo nằm cách cảng Cơ Long khoảng 56 km, hành trình ước tính mất khoảng 2,5 tiếng. Về mặt hành chính, đảo thuộc khu Trung Chính của thành phố Cơ Long. Đảo có chu vi khoảng 4.300 mét, diện tích khoảng 1,14 km² và độ cao lớn nhất là 168 mét.